# Ipos
Ipos és un dimoni, príncep dels inferns, que té l'aparença d'un àngel amb cap de lleó. De vegades pot contenir parts d'altres animals en les seves representacions artístiques, com el voltor, la llebre o un ànec, però la força del lleó és la que més el caracteritza. Aquest coratge el porta ser un dur combatent i com a tal és invocat per l'ocultisme, com s'instrueix a la Clavicula Salomonis Regis o al Pseudomonarchia Daemonum. Es relaciona amb la corrupció d'una imatge del déu egipci Anubis.